# Naarda glauculalis
Naarda glauculalis là một loài bướm đêm trong họ Noctuidae.